# 阿根廷—以色列关系
阿根廷—以色列关系是指阿根廷共和国与以色列国之间的历史与双边关系。两国关系始于1948年《以色列独立宣言》发布后不久，双方于1949年5月31日正式建立外交关系。两国均为世界贸易组织与联合国成员国。

## 历史

### 20世纪

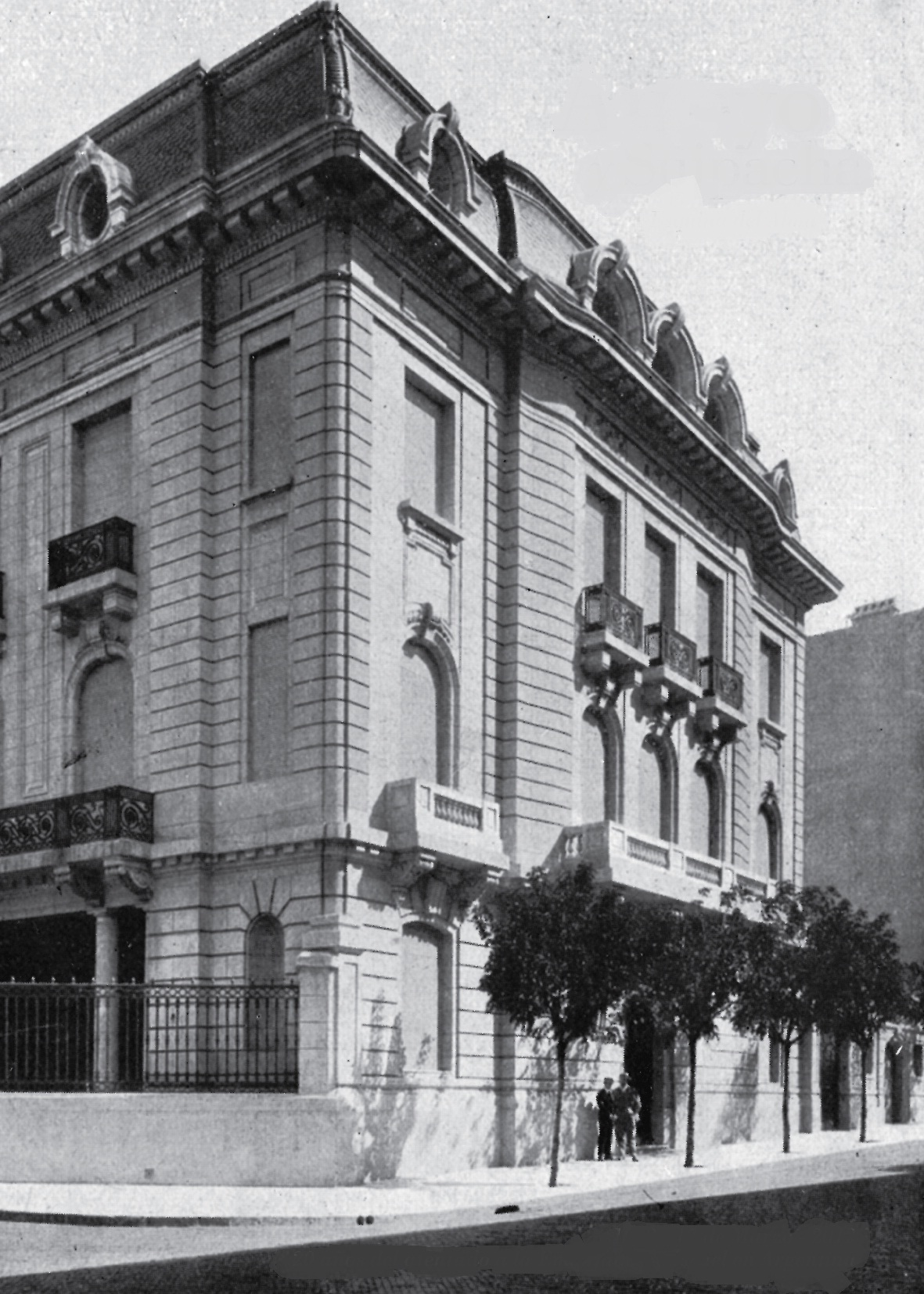
以色列驻布宜诺斯艾利斯大使馆旧楼，于1992年被炸弹炸毁

1949年5月31日，阿根廷与以色列正式建立外交关系。时任阿根廷总统为胡安·多明戈·庇隆。以色列方面，总理为大卫·本-古里安，总统系哈伊姆·魏茨曼。
1982年阿根廷同英国爆发福克兰战争，以色列曾在战前及战争期间向阿根廷出售武器。根据已解密的英国外交和联邦事务部文件，军售包括道格拉斯A-4天鹰式攻击机，这些战机随后投入实战。
1991年，总统卡洛斯·梅内姆成为首位访问以色列的阿根廷国家元首。叙利亚出身的梅内姆提议斡旋以色列与叙利亚关于戈兰高地的谈判。然双边关系因连续恐袭遭遇考验。1992年以色列驻阿根廷大使馆与1994年一处犹太人社区中心（AMIA袭击案）相继遭炸弹袭击，事件归咎于真主党。2013年起，阿根廷各地约100个犹太组织呼吁政府废除与伊朗伊斯兰共和国就AMIA袭击案签署的协定。

### 21世纪
阿根廷拥有拉丁美洲规模最大的犹太社群，但该国仍发生各种反犹事件，2009年拉塔夫拉达58座犹太人坟墓遭不明身份者亵渎事件即为典型。这些事件主要源于针对犹太人的负面刻板印象，即认为犹太人操控商业利益并通过资本主义统治世界，亦与以色列与美国的紧密关系相关。
2010年，阿根廷宣布拟随巴西承认独立的巴勒斯坦国，引发以色列的强烈抗议。同年12月6日，阿根廷宣布承认以1967年6月4日边界（含约旦河西岸、加沙地带和东耶路撒冷）为基础的巴勒斯坦国，该疆域在六日战争前属于阿拉伯领土。2012年，阿根廷总统克里斯蒂娜·费尔南德斯·德基什内尔会晤巴以双方代表团，宣布阿根廷将主导拉丁美洲推动巴以冲突和平进程重启。
2017年9月，以色列总理本雅明·内塔尼亚胡正式访问阿根廷，成为首位任内到访阿根廷及拉丁美洲的以色列总理。
2019年3月，两名伊朗公民使用伪造的以色列护照离境西班牙，又持不同的伪造以色列护照入境阿根廷。阿根廷警方发现护照系伪造后逮捕嫌犯。阿根廷检察官查明其曾持假护照进入葡萄牙等其他国家。
2020年1月，总统阿尔韦托·费尔南德斯将以色列作为其就任后的首次外访目的地。访问期间向大屠杀遇难者致以哀悼，并与总理本雅明·内塔尼亚胡举行双边会晤。内塔尼亚胡感谢费尔南德斯政府维持将真主党列为恐怖组织的政策，该措施由其前任毛里西奥·马克里制定。

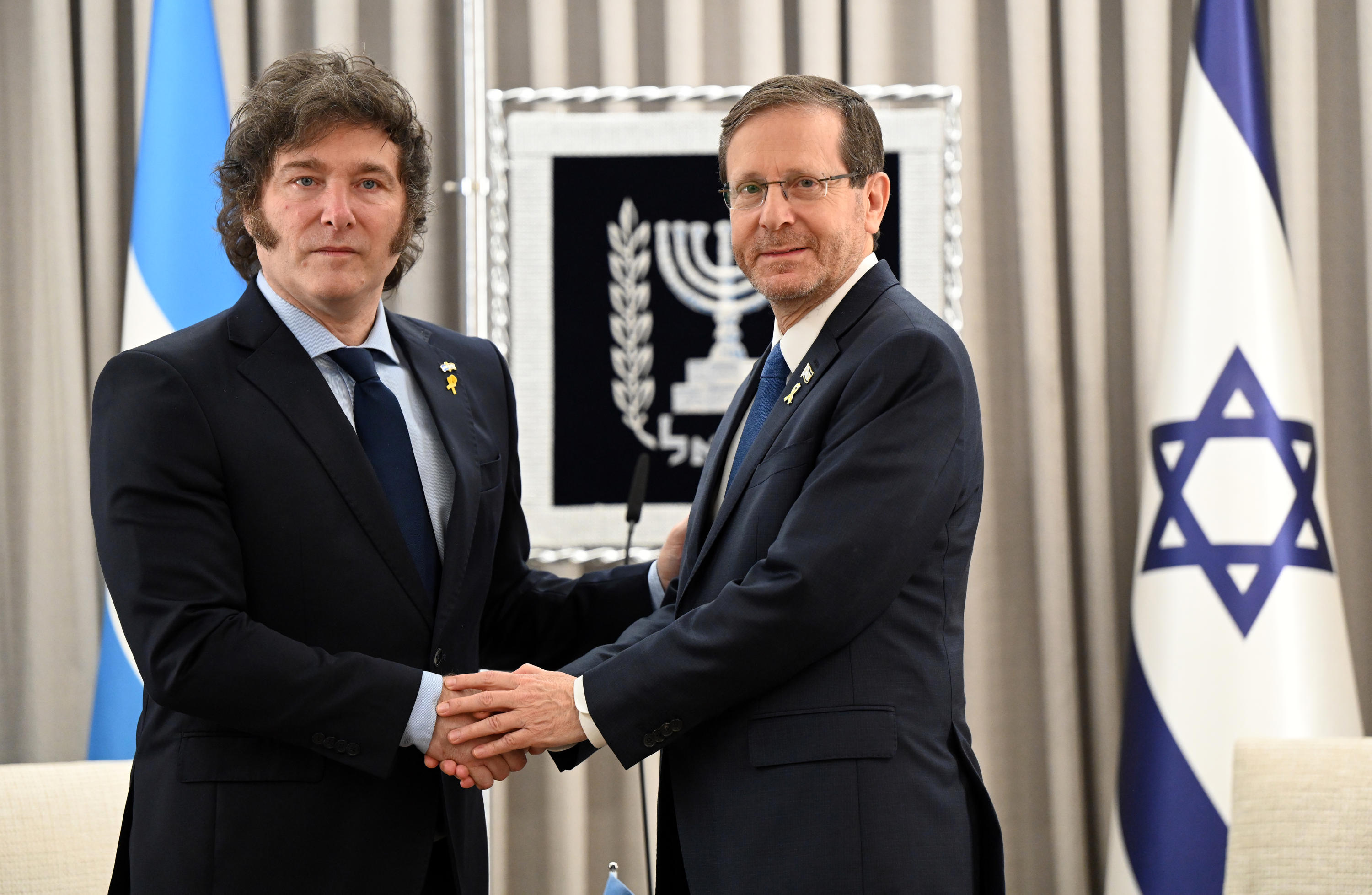
2024年2月6日，阿根廷总统哈维尔·米莱与以色列总统伊萨克·赫尔佐格在耶路撒冷总统府握手

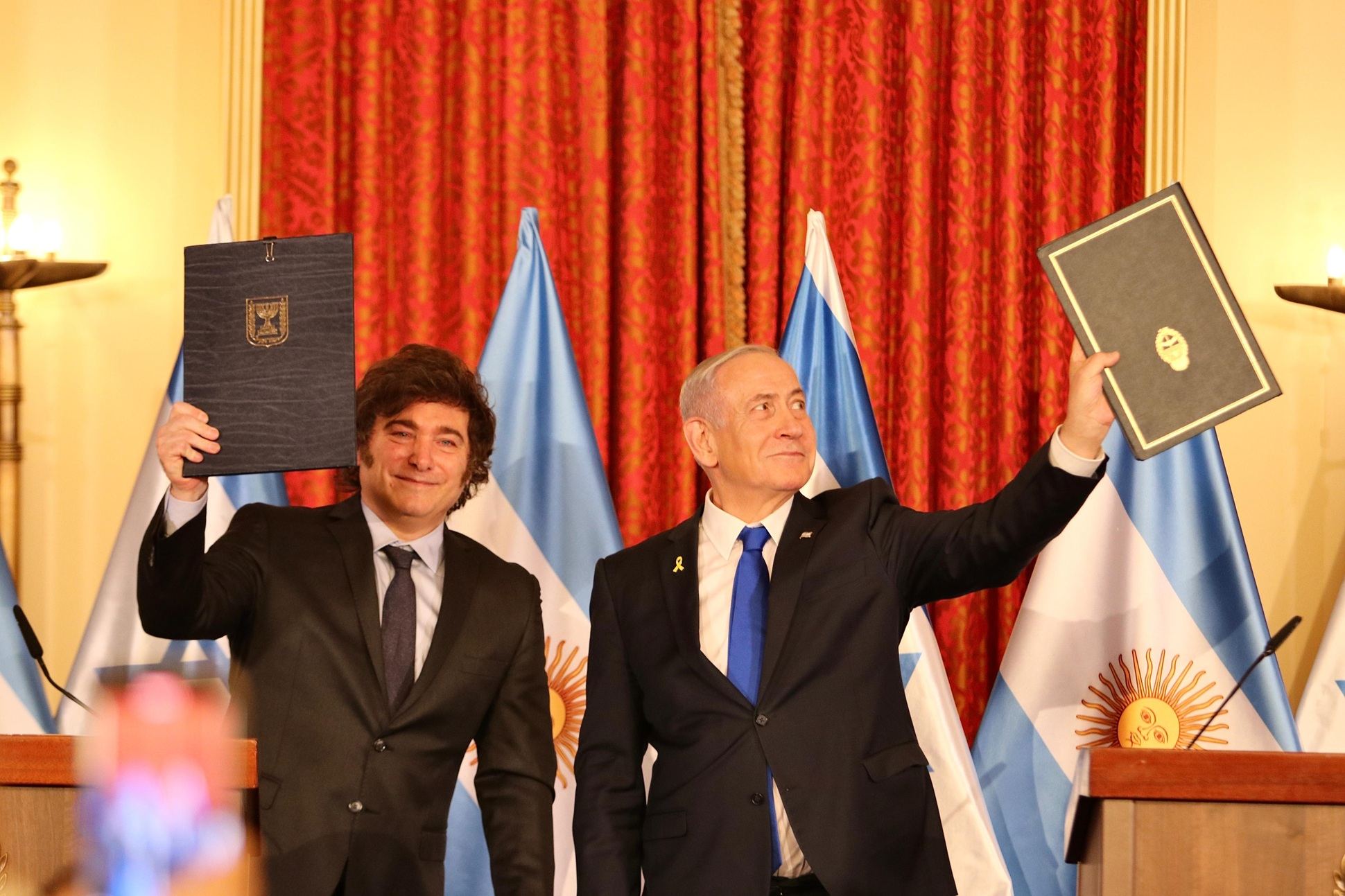
2025年6月，米莱与以色列总理本雅明·内塔尼亚胡

2023年阿根廷大选胜出后，哈维尔·米莱承诺将驻以色列大使馆从特拉维夫迁至耶路撒冷，并宣布以“精神之旅”名义，在2023年12月10日就职前偕同研经拉比访问以色列西墙。同年12月，总统米莱宣布其政府正在着手将哈马斯列为恐怖组织。2024年2月，总统米莱访问以色列，以色列由此成为其任内首个双边访问的海外目的地。同年5月，米莱政府转变了前任政府在巴勒斯坦问题上的立场，于联合国投票反对承认巴勒斯坦国。此次投票标志着阿根廷外交政策向亲以色列转向。
2025年6月，米莱再次出访以色列，会见了以色列总统伊萨克·赫尔佐格和总理本雅明·内塔尼亚胡，重申了他将大使馆迁往耶路撒冷的承诺。米莱还因其对以色列的坚定支持成为首位获得创世纪奖的非犹太人。以色列航空同月宣布计划开通两国间的直飞客运航班。

## 外交机构
- 阿根廷在特拉维夫设有大使馆。[31]
- 以色列在布宜诺斯艾利斯设有大使馆，并在科尔多瓦与门多萨设有名誉领事馆。[32]